# Michel Amani N'Guessan
Michel Amani N'Guessan est un homme politique ivoirien membre du FPI né en 1957 à Messoukro en Côte d'Ivoire. Cet enseignant d'histoire et de géographie a été plusieurs fois ministre.

## Biographie
Amani N'Guessan a été enseignant d'histoire et de géographie dans plusieurs lycées notamment à Bouaké, Botro et Bodokro. En 1990, il est nommé secrétaire général de la section du FPI de Bouaké, puis secrétaire fédéral du FPI pour la région du Centre en 1992. En décembre 2000, il est élu député du FPI dans la circonscription de Béoumi. À partir de l'année 2000, il occupe à plusieurs reprises le portefeuille du Ministère de l'Éducation nationale dans différents gouvernements avant d'être nommé ministre de la Défense.

## Postes de ministres occupés
- 2000-2001 : Ministre de l'Éducation nationale.
- 2001-2002 : Ministre de l'Éducation nationale.
- 2002-2003 : Ministre de l'Éducation nationale.
- 2003-2005 : Ministre de l'Éducation nationale.
- 2005-2007 : Ministre de l'Éducation nationale.
- 2007-2010 : Ministre de la Défense dans les gouvernements Soro I et II.